# August Canzi
August Alexius Canzi (* 22. Februar 1808 in Baden bei Wien als Martin Kanz; † 13. April 1866 in Pest, Kaisertum Österreich) war ein österreichischer Genre- und Porträtmaler sowie Lithograph und Photograph.

## Leben
Vermutlich ab 1829 nahm Canzi ein Studium an der Königlichen Kunstschule in Stuttgart auf. Um 1833 bis 1840 hielt er sich in Paris auf, wo er spätestens 1834 Schüler bei Jean-Auguste-Dominique Ingres (1780–1867) wurde. Zwischen 1833 und 1840 nahm er am Pariser Salon teil. Ab 1840 war Canzi in Wien wohnhaft. Von 1843 an erfolgte eine regelmäßige Teilnahme an den Ausstellungen im Kunstverein in Pest, wohin er um 1846 übersiedelte. 1862 eröffnete er dort zusammen mit József Heller ein Fotoatelier.

## Werke
Canzi war insbesondere bekannt für Porträtmalerei und schuf zahlreiche Werke bekannter Personen - wie u. a.: „Hedvig Sophie Taglioni, geb. Karsten“, Berlin 1833; „Der jüngere Graf Karl Friedrich Albert Reinhard“, Paris 1834; Minister Freiherr von Doblhoff-Dier, Baden 1848; „Konstanze Bayer von Ehrenberg, geb. von Stubenrauch“, 1842; zu seinem Werk zählen darüber hinaus auch Genrebilder.
Einige Gemälde befinden sich in der Sammlung der Staatsgalerie in Stuttgart, aber auch u. a. in Museen in Berlin und Budapest und werden bei Auktionen bedeutender Händler angeboten
wie  u. a. im Dorotheum in Wien: „Bildnis einer Dame in einem eleganten Kleid,“  Paris 1835 und „Bildnis eines jungen Mannes mit Schnurrbart“, 1832.

## Privates
Canzi war verheiratet mit Marie Ruprecht. Die Tochter des Paares, Marie Ernestine (gen. Mary) Canzi, geb. am 30. Juni 1857 in Pest, war seit dem 21. Mai 1881
in Wien verheiratet mit dem Galeristen und Kunsthändler Hugo Miethke. Der Enkelsohn Otto Maria Miethke (1881–1922) wurde als Maler und Lyriker bekannt.